# Vittorio Garatti
Pour les articles homonymes, voir Garatti.
Vittorio Garatti, né le 6 avril 1927 à Milan et mort le 12 janvier 2023 dans la même ville, est un architecte italien.
Parmi ses œuvres se trouvent plusieurs des Écoles nationales d'art de Cuba.

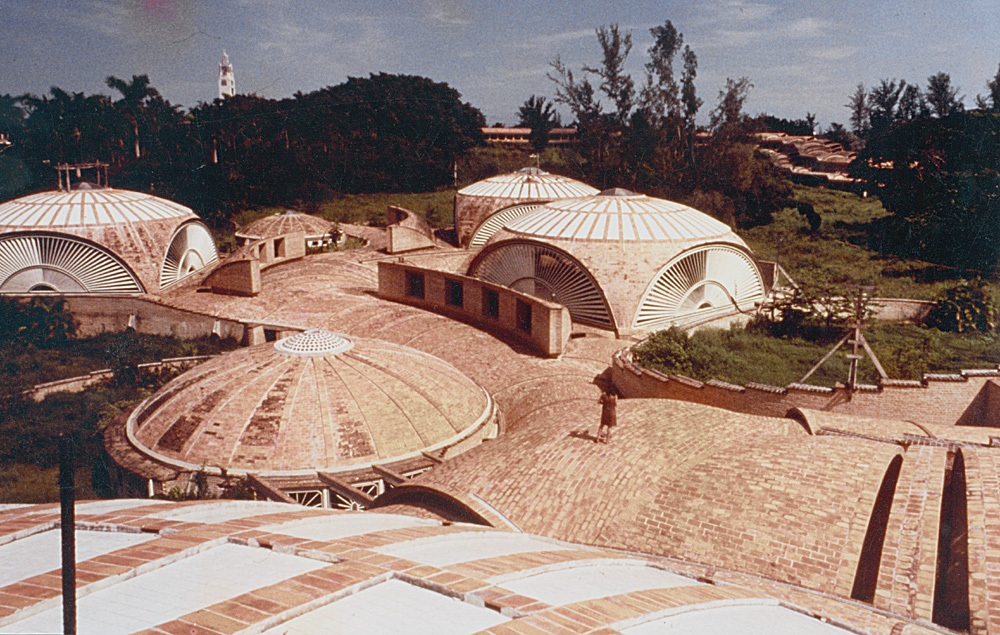
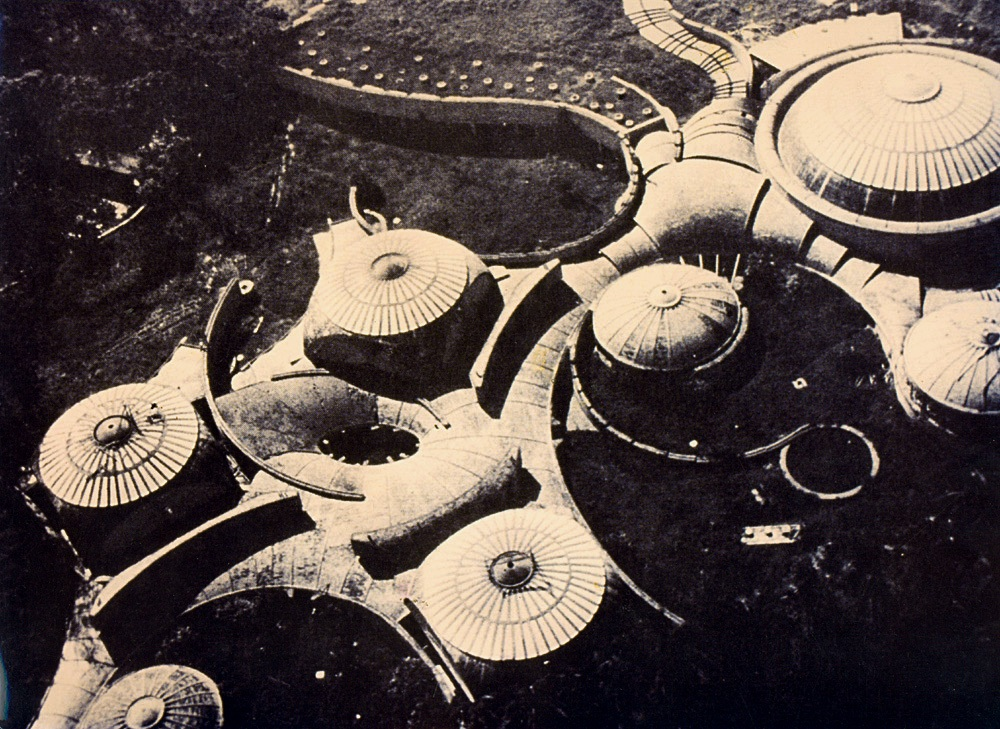
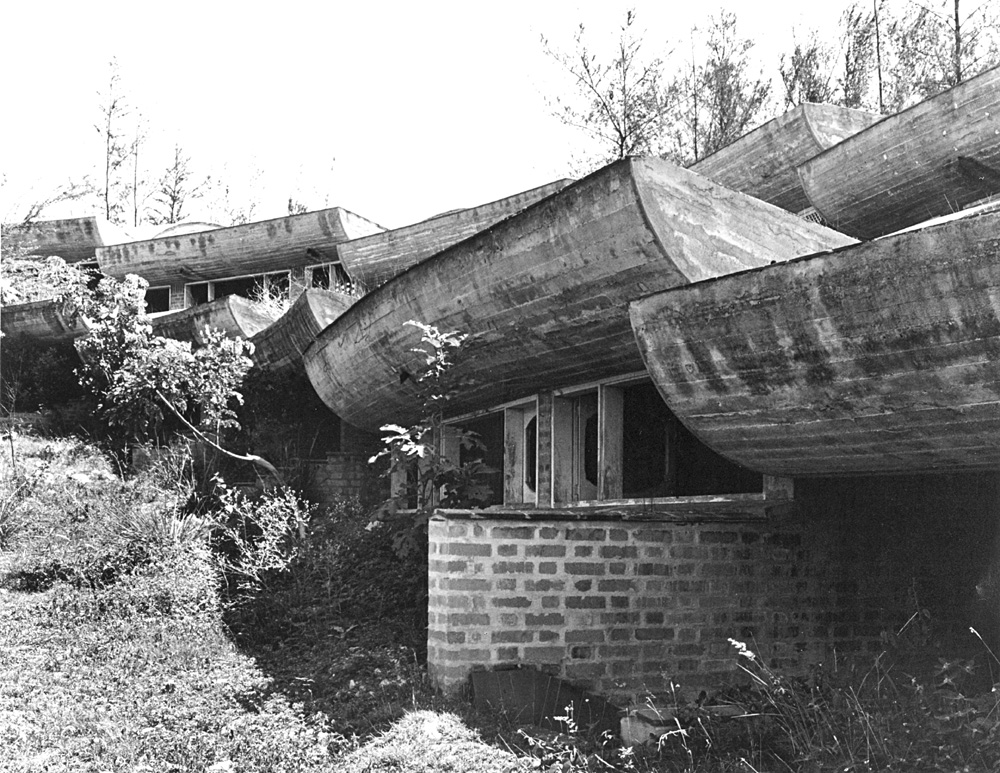
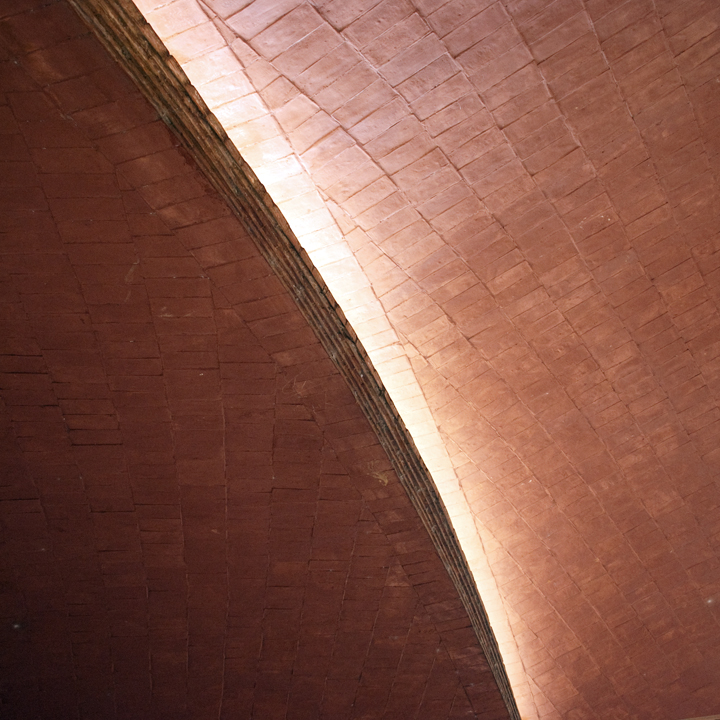
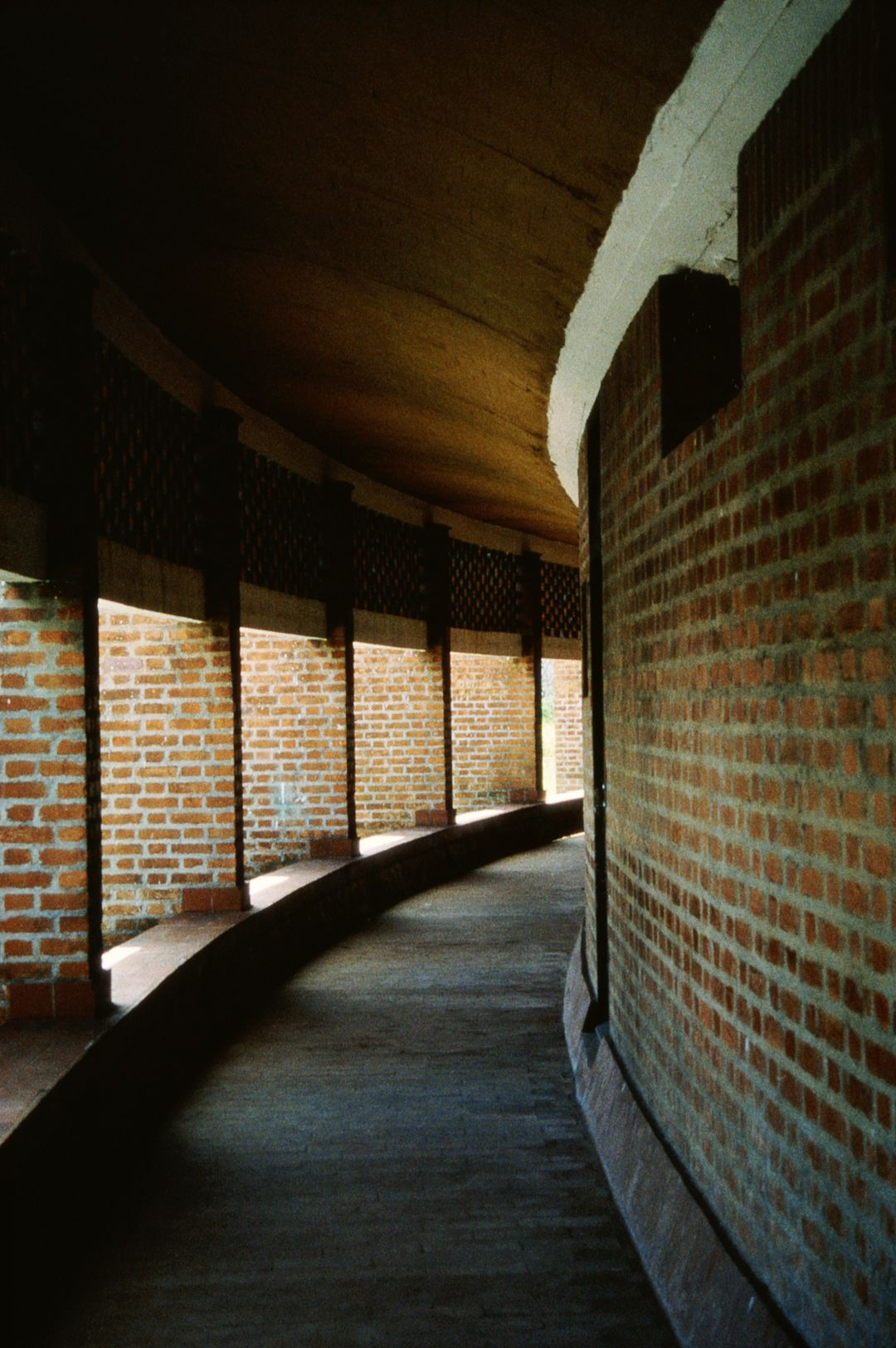